# Phi Aquarii
Phi Aquarii (φ Aqr / φ Aquarii) è una stella gigante rossa di magnitudine 4,22 situata nella costellazione dell'Aquario. Dista circa 200 anni luce dal sistema solare.

## Osservazione

Una fotografia di Phi Aquarii.

Si tratta di una stella situata nell'emisfero celeste australe, ma molto in prossimità dell'equatore celeste; ciò comporta che possa essere osservata da tutte le regioni abitate della Terra senza alcuna difficoltà e che sia invisibile soltanto molto oltre il circolo polare artico. Nell'emisfero sud invece appare circumpolare solo nelle aree più interne del continente antartico. Essendo di magnitudine 4,2, la si può osservare anche dai piccoli centri urbani senza difficoltà, sebbene un cielo non eccessivamente inquinato sia maggiormente indicato per la sua individuazione.
Il periodo migliore per la sua osservazione nel cielo serale ricade nei mesi compresi fra fine agosto e dicembre; da entrambi gli emisferi il periodo di visibilità rimane indicativamente lo stesso, grazie alla posizione della stella non lontana dall'equatore celeste.

## Caratteristiche fisiche
La stella è una gigante rossa; si tratta di una stella di massa solare ma in uno stadio evolutivo molto più avanzato, visto che la sua età è stimata in oltre 10 miliardi di anni. Terminato l'idrogeno da fondere in elio oltre 2 miliardi di anni fa, con un nucleo inerte di elio la stella sta ora aumentando in dimensioni e luminosità prima di iniziare a fondere l'elio in carbonio e ossigeno, e in tempi molto brevi su scala astronomica, terminerà la sua vita rilasciando l'involucro esterno e divenendo una piccola e densa nana bianca. Così come succederà al Sole, tra qualche miliardo di anni.
Ha una compagna non ben identificata che le orbita attorno con un periodo di circa 2500 giorni.